# ودسندور
ودسندور (به انگلیسی: Vedasandur) یک زیستگاه انسانی در هند است که در Dindigul district واقع شده‌است.

## خصوصیات
ودسندور ۱۰٬۹۴۴ نفر جمعیت دارد و ۲۱۹ متر بالاتر از سطح دریا واقع شده‌است.